# 茧镇奇缘
《茧镇奇缘》，是一部2018年民国传奇破案悬疑中国大陆电视剧，改编自章苒苒原著小说《塔罗女神探之茧镇奇案》。讲述了青云镇上经营天韵绸庄的黄家连续发生神秘命案，众人谎话连篇，女侦探杜春晓抽丝剥茧巧破奇案，让整个事件的真相水落石出并揭露黄家历史和荣辱的悲凉秘密的故事。
由李少红监制、曾念平执导，该剧由宋茜、蒋劲夫、张芷溪、杨洋等主演，于2013年12月13日开机，2014年3月6日杀青。
该剧于2018年1月1日在芒果TV播出。

## 播出时间
| 频道   | 所在地   | 播映日期             | 播出时间                                                    | 备注     |
| ------ | -------- | -------------------- | ----------------------------------------------------------- | -------- |
| 芒果TV | 中国大陆 | 2018年1月1日-2月13日 | 1月1日首播 会员6集大放送 1月8日起 每周一至周三11:00 更新2集 | 网络平台 |

## 劇情
江南水乡青云镇上的黄府是本地首富。仲夏时节，老爷黄天鸣将迎来60寿诞，同时留洋数年的大小姐和陪读杜春晓（宋茜饰）也即将归来。全府忙碌异常。黄老爷对陪读身份的杜春晓格外关怀，不仅留她常住并将其许配给自己的大儿子黄莫如（杨洋饰），这使全家上下倍感惊讶。但是自杜春晓来到黄府怪事连连发生。好奇、聪明但又单纯的杜春晓被不自觉的裹进了黄府的秘密。她不爱放弃的性格使她慢慢发现黄老爷道貌岸然的真实面孔。她的执着调查让自己多次陷入困境。在此过程中，她与黄府二少爷黄慕云（蒋劲夫饰）慢慢产生情愫。黄慕云侠肝义胆最终协助杜春晓查出身世之谜，并揭开黄老爷二十年前的罪行。杜春晓和黄慕云最终离开罪恶的黄府，寻找属于彼此的未来。

## 演员

### 主要演員
| 演員                           | 角色   | 介紹 | 配音   |
| 宋茜 幼年：顾语涵              | 杜春晓 | 女神探，梦清的发小与陪读 性格单纯乐观且不轻言放弃。刚从英国回到黄府后竟被不自觉裹进了黄府的秘密，怪事接连发生。好奇的她为了知道真相而开始执着调查，尽管多次陷入困境，但最终还是依靠塔罗牌占卜，破获了多宗奇案。         | 乔诗语 |
| 蒋劲夫 幼年：郑凯源            | 黄慕云 | 黄家二少爷，三太太之子 风度翩翩的豪门少爷，为人正直，思想超前，在接触中喜欢上了古灵精怪又聪颖慧心的杜春晓，协同她调查家中频繁发生的怪事。在揭开父亲二十年前的罪行后，与杜春晓一同离开了罪恶的黄府，寻找属于彼此的未来。 | 边江   |
| 杨洋 幼年：蒋博伦 少年：张超栋 | 黄莫如 | 黄家大少爷，二太太之子 帅气又风流倜傥的贵公子。 | 彭尧   |
| 张芷溪 幼年：曾亚诗            | 黄梦清 | 黄家大小姐，大太太之女 从英国留学归来，端庄优雅，与杜春晓是一对好闺蜜，两人无话不谈，并且一起查案。实际身上背负着身世之谜，在留学回国后也渐渐被揭开。                                                                   | 阎萌萌 |

### 黄府
| 演員                | 角色   | 介紹                   |
| 姜彤 青年：杨树     | 黄天鸣 | 黄老爷                 |
| 高英                | 大太太 | 黄家大太太, 黄梦清生母 |
| 曹艳艳 青年：张丹阳 | 苏巧梅 | 黄家二太太, 黄莫如生母 |
| 周毅 青年：吴娴萍   | 张艳萍 | 黄家三太太, 黄慕云生母 |

### 其他演員
| 演員   | 角色   | 介紹                           |
| 南笙   | 白子枫 | 大夫，喜欢慕云                 |
| 杨瑞   | 赵管家 | 黄府管家                       |
| 肖淑丽 | 周妈   | 黄府下人，归属大太太           |
| 张雷   | 李长登 | 探长                           |
| 李昕亮 | 夏冰   | 警察                           |
| 贾丽莉 | 秦氏   | 雪儿母亲，与莫如有过一段情     |
| 汤梦佳 | 雪儿   | 黄府丫鬟，喜欢莫如，后被毒死   |
| 吴倩云 | 桃枝   | 黄府丫鬟，归属大太太，后被毒死 |
|        | 春梅   | 黄府丫鬟，因偷塔罗牌被逐出黄府 |
| 陈俊亨 | 沈公子 |                                |

## 电视原声带
| 电视原声带 | 电视原声带                   | 电视原声带 | 电视原声带 | 电视原声带 |
| 曲序       | 曲目                         |            | 作曲       | 演唱       |
| ---------- | ---------------------------- | ---------- | ---------- | ---------- |
| 1.         | 最美的期待（片头曲、片尾曲） | 赵辰龙     | 汀洋       | 周笔畅     |